# Petra Pinzler

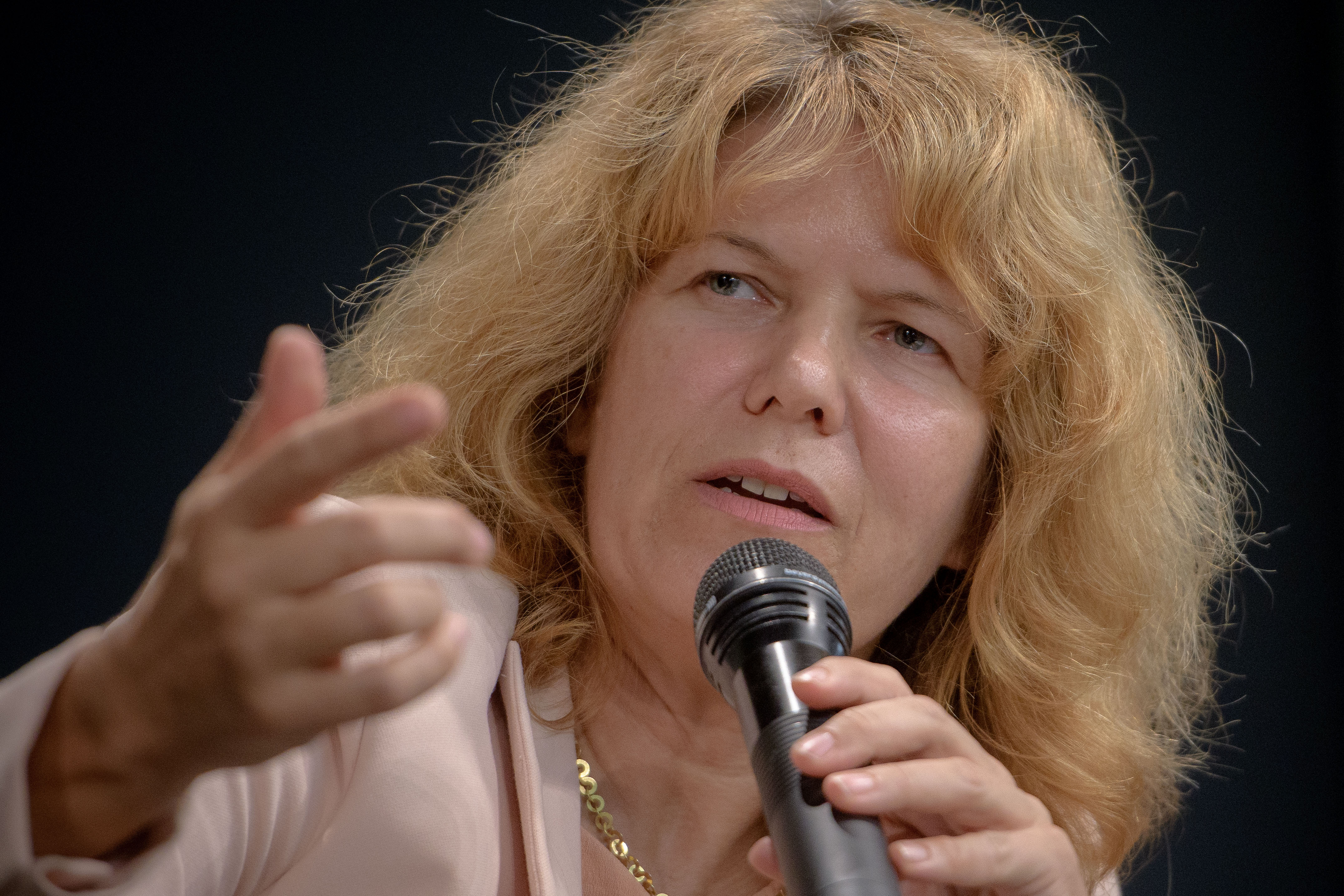
Petra Pinzler, 2016

Petra Pinzler (* 1965 in Landsberg am Lech) ist eine deutsche Journalistin und Autorin.

## Leben
Pinzler wuchs in Iserlohn-Sümmern auf. Ihre Mutter engagierte sich in der Politik als Stadträtin der SPD. Pinzler studierte Wirtschafts- und Politikwissenschaft an der Universität zu Köln und besuchte die Kölner Journalistenschule. 1994 begann sie in der Wirtschaftsredaktion der Zeit. Von 1998 bis 2001 war sie für die Zeit Korrespondentin in den Vereinigten Staaten und bis 2007 Europakorrespondentin in Brüssel. Seither ist sie Hauptstadtkorrespondentin in Berlin für den Politik- und Wirtschaftsbereich.
Mit ihrem Buch Immer mehr ist nicht genug (2011) erläutert sie, warum Wirtschaftswachstum als Leitgedanke der Politik keine Zukunft hat. Sie stellt die Ergebnisse der modernen Glücksforschung sowie die Entwicklung neuer Wohlstandsindikatoren vor und hat sich weltweit auf die Suche nach Politikern gemacht, die „jetzt schon neue Wege beschreiten“ .
Im September 2015 veröffentlichte sie „Der Unfreihandel. Die heimliche Herrschaft von Konzernen und Kanzleien“ (Rowohlt), ein – so die Frankfurter Rundschau – „ernstzunehmender, kritischer und auch wissenschaftlich fundierter Blick auf die europäische Handelspolitik“ . In dem Band analysiert sie die rechtlichen, demokratischen und wirtschaftlichen Bedenken an geplanten Freihandelsabkommen wie TTIP, CETA und TISA.
Petra Pinzler schreibt für Die Zeit unter anderem über Klima- und Umweltpolitik.

„Klima – seien wir ganz ehrlich – ist ja nur ein Teil des Problems. Wir haben eine „Mensch-Natur-Krise“. Wir haben das Problem mit dem Artensterben, mit dem Rückgang der Biodiversität, mit dem Boden, der so nicht mehr da ist – wo wir immer mehr Leute haben, die immer mehr Eigenheime auf immer weniger Wiesen bauen wollen –, also, wir haben zu wenig an Planeten für Menschen, die immer mehr davon wollen.“

## Auszeichnungen
- 1998: Journalistenpreis Bürgerschaftliches Engagement (2. Preis) für  Warme Suppe, gute Laune. In: Die Zeit. Nr. 50, 5. Dezember 1997
- 2000: Karl-Klasen-Journalistenpreis[9]
- 2001: Bucerius Fellow am Minda de Gunzburg Center for European Studies (CES) der Universität Harvard
- 2006: Medienpreis Entwicklungspolitik (Bereich Print): mit Bartholomäus Grill, Ralf Südhoff und Wolfgang Uchatius, für Der Kampf um den Zucker. In: Die Zeit. Nr. 47, 17. November 2005
- 2014: Otto-Brenner-Preis (gemeinsam mit Kerstin Kohlenberg und Wolfgang Uchatius).
- 2018: UmweltMedienpreis der Deutschen Umwelthilfe in der Kategorie Printmedien für das Buch „Vier fürs Klima: Wie unsere Familie versucht, CO2 neutral zu leben“[10]

## Publikationen (Auswahl)
- Scheinriese Europa? – Eine Zusammenfassung. In: Friedrich-Ebert-Stiftung (Hrsg.): Euroland auf dem Prüfstand – Die Währungsunion und die Finanzmarktkrise. Berlin 2009, ISBN 978-3-86872-098-3, S. 3–6 (PDF; 401 kB).
- mit Günther Wessel: George W. Bush – Wende in Amerika. Rowohlt, Reinbek 2001, ISBN 3-499-22857-2.
- Immer mehr ist nicht genug! Vom Wachstumswahn zum Bruttosozialglück. Pantheon, München 2011, ISBN 978-3-570-55163-9.
- Wir Postmaterialisten. Mitten im Euro-Chaos wünschen sich viele Deutsche eine neue Wirtschaftsordnung und mehr Nachhaltigkeit, in: Die Zeit Nr. 34, 16. August 2012, S. 23.
- Der Unfreihandel. Die heimliche Herrschaft von Konzernen und Kanzleien, Rowohlt Polaris, Reinbek 2015, ISBN 978-3-499-63105-4.
- Petra Pinzler, Günther Wessel: Vier fürs Klima. wie unsere Familie versucht, CO2-neutral zu leben. Droemer Taschenbuch, München 2018, ISBN 978-3-426-27732-4, S. 301 (droemer-knaur.de).